# Rakel Liekki
Rakel Liekki (Mikkeli, 20 de septiembre de 1979) es una artista, periodista, escritora, directora, productora y ex actriz pornográfica finlandesa.

## Carrera
Liekki es uno de los cineastas para adultos finlandeses más conocidos, y fue apodado "la apóstol de la pornografía" en un artículo del magacín finlandés City. En 2002, Liekki actuó en videos de orientación sexual Rakelin ja Lassin Panokoulu junto con Lassi Lindqvist como parte del programa de televisión PornoStara en el canal MoonTV. Anteriormente había probado juguetes sexuales en el mismo programa. También trabajó para ATV en sus Naked News y otros programas nocturnos orientados a adultos. Después de eso, trabajó como productora para el canal de televisión digital finlandés Sextv. Liekki también dirigió la película porno Rakel Liekki - Mun leffa.
Liekki se retiró del porno en 2005 y comenzó a presentar su propio programa de entrevistas Yö Rakelin kanssa. El programa de entrevistas se transmitió por el canal de televisión Subtv. Desde entonces, ha aparecido como invitada en otros programas como Maria!, Uutisvuoto y Hurtta ja Stara, basado en la versión de BBC The Underdog Mostrar. En 2001, apareció en el video musical de la canción Hardboiled and Still Hellbound de la banda finlandesa de black metal Impaled Nazarene, en 2007 en el video musical Broken Promised Land de la banda de rock Private Line y en 2008 en el video de Laake de la formación, también de metal, Stam1na. Su voz se puede escuchar en la canción de The Capital Beat Baby Is Sleeping (2009).
Liekki ha escrito artículos para varias revistas y periódicos finlandeses. Ha sido un invitado habitual en el programa radiofónico Taustapeili, de Yleisradio. En marzo de 2008, Liekki fue la chica elegida para promocionar el cartel de la campaña de bienestar animal "Irti mun munista!", organizada por Animalia y SEY (Federación Finlandesa de Asociaciones de Bienestar Animal). En mayo de 2008, se convirtió en columnista habitual de Uutispäivä Demari, el órgano principal del Partido Socialdemócrata de Finlandia.

## Vida personal
Liekki tiene una licenciatura en Bellas Artes por la Universidad Politécnica de Karelia del Norte. En 2006, una obra de Liekki, Mikko Hynninen y Antti Hietala, Fantasia#1 pornotähdelle (Fantasy#1 for a Porn Star), apareció en el museo de arte contemporánea Kiasma. En 2010, Showroom Helsinki acogió una exposición de arte titulada Ylisöpö! con pinturas de Liekki y Riikka Hyvönen.
Liekki es abiertamente bisexual. Estuvo casada con Juha Jakonen, entre 2007 y 2010. Se registró como pareja de hecho con la diputada Silvia Modig, parlamentaria de Alianza de la Izquierda. Se separaron en el otoño de 2011.